# 2024-es magdeburgi terrortámadás
2024. december 20-án egy terepjáró tömegbe hajtott a magdeburgi karácsonyi vásáron a németországi Magdeburgban, aminek következtében 5 ember meghalt, és legalább 235-en megsérültek. Az autó sofőrjét, az 50 éves szélsőjobboldali és iszlámellenes aktivistát, Táleb el-Abdálmohszent a helyszínen letartóztatták. A német hatóságok iszlamofóbnak minősítették a gyanúsítottat. A nyomozók továbbra is keresik az indítékot, amely egyelőre ismeretlen.

## Háttér
Magdeburg Szász-Anhalt tartomány fővárosa. A város évente karácsonyi vásárt tart a városháza és egy nagy bevásárlóközpont közelében.
A karácsonyi vásárokat korábban tömegbe hajtásos támadások célozták, mint például a 2016-os berlini merénylet. Az Iszlám Állam által elkövetett támadásban 12 ember meghalt és 56 ember megsebesült. Nancy Faeser bel- és közösségi miniszter 2024 novemberében kijelentette, hogy nincsenek „konkrét” fenyegetések a karácsonyi vásárokkal szemben, de bölcs dolog az éberség fenntartása.
Két héttel a támadás előtt letartóztattak egy iraki férfit, akit azzal gyanúsítanak, hogy támadást tervezett egy karácsonyi vásár ellen a bajorországi Augsburgban.

## Támadás és áldozatok

A térkép, amelyen a sofőr a támadás során megtett utat ábrázolja

2024. december 20-án, közép-európai idő szerint 19:04-kor egy sofőr egy fekete BMW bérautóval, amelyet állítólag nem sokkal a támadás előtt béreltek, nagy sebességgel a tömegbe hajtott a magdeburgi karácsonyi vásárban. Az autó legalább 400 m-t tett meg a rendőrség szerint. A jármű vezetőjét az Allee-Center villamosmegállóban fogták el.
Azok a személyek, akik nem sérültek, segítettek az elsősegélynyújtásban a sérülteknek a mentők kiérkezéséig. Mások kaotikus utóhatást írtak le: „vér a földön”, és az embereket vészhelyzeti takarókba csavarták, hogy melegen tartsák őket. Egy boltos, aki szintén bámészkodó volt, úgy jellemezte a jeleneteket, hogy „háborúra emlékeztetnek.”

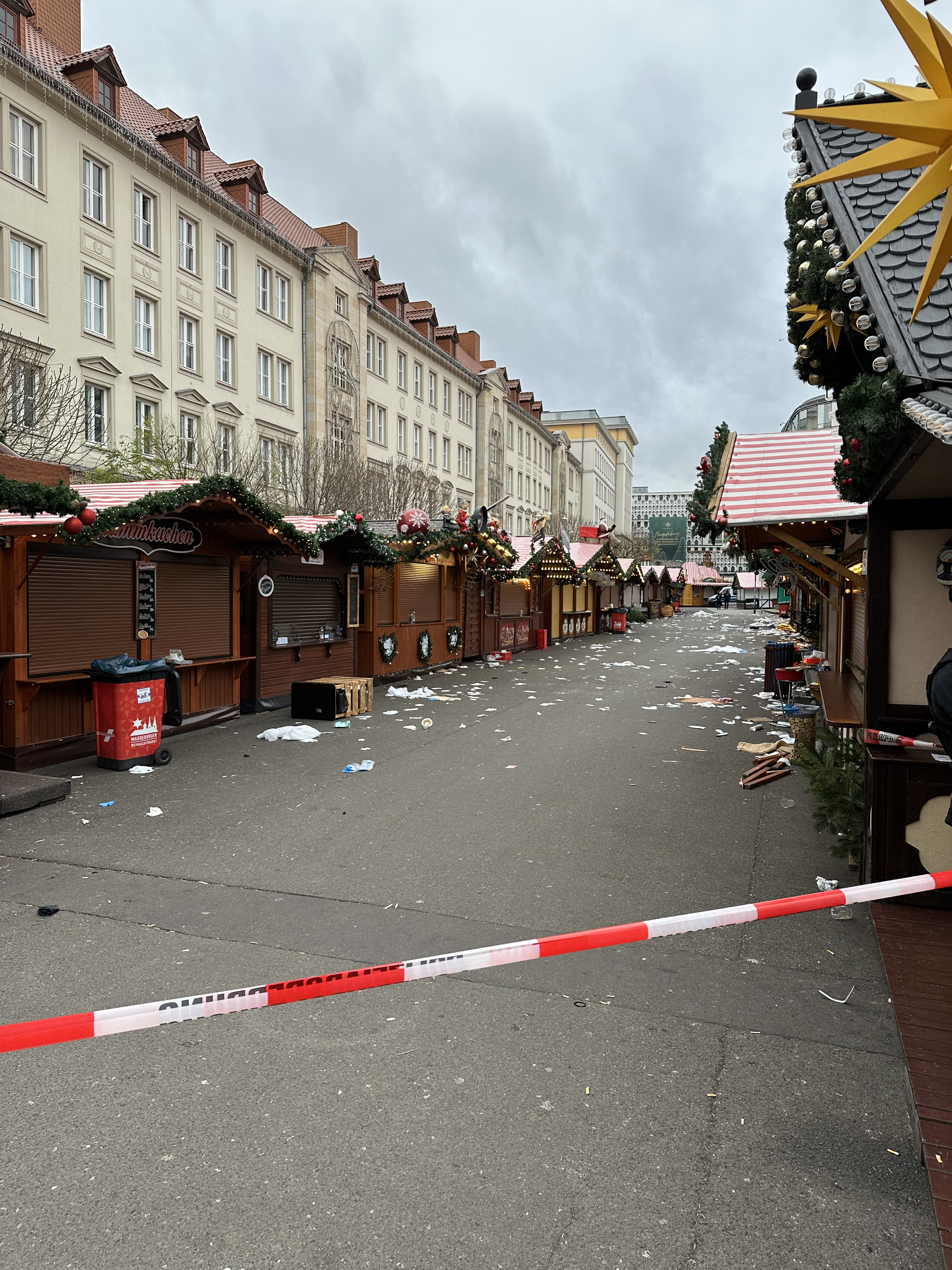
Rendőrsor a piacon

A szász-anhalti tartomány kormányának szóvivője szerint „valószínűleg támadásról van szó.” A jármű utasülésében egy poggyászelemet fedeztek fel, a rendőrök pedig lezárták a területet, miután felmerült a gyanú, hogy robbanószerkezet van a járműben. Éjfélre a vizsgálat megállapította, hogy az autóban nem volt robbanóanyag.
Öt embert öltek meg, köztük négy 45 és 75 év közötti nőt, valamint a kilenc éves André Gleissnert. Több mint 205-en megsérültek, közülük 41 kritikus állapotban van. December 23-án a hatóságok 235-re módosították a sérültek számát

## Gyanúsított
Reiner Haseloff (CDU) szász-anhalti miniszter-elnök tájékoztatása szerint (en) szász-anhalti belügyminiszter (CDU), valamint a Die Welt és a Der Spiegel, a gyanúsítottat „Táleb A”-ként nevezték meg. a német adatvédelmi törvények miatt. A hatóságok által nyilvánosságra hozott részletek alapján a külföldi sajtóorgánumok Táleb A.-t Táleb el-Abdálmohszenként azonosították, egy 50 éves szaúd-arábiai orvost, aki Bernburgben él, és pszichológusként és pszichiáterként dolgozott egy bernburgi klinika javítóintézetében. A német hatóságok iszlámfóbnak minősítették. A gyanúsított 2006 márciusában emigrált Németországba, 2016 júliusában menekültként ismerték el, letelepedési, így tartózkodási engedéllyel rendelkezik.
Az India Today szerint el-Abdálmohszent Szaúd-Arábia keresi terrorizmussal, valamint Szaúd-Arábiából és a Perzsa-öböl államaiból az Európai Unióba irányuló embercsempészettel kapcsolatos vádak miatt. Szaúd-Arábia kiadatási kérelme ellenére Németország 2016-ban politikai menedékjogot adott neki, arra hivatkozva, hogy aggodalmát fejezte ki biztonságával és jogaival kapcsolatban, ha visszakerülne Szaúd-Arábiába. A német kormány megtagadta a kiadatását, arra hivatkozva, hogy Szaúd-Arábiában nincs megfelelő eljárás. A szaúd-arábiai kormány 2023 novembere és 2024 szeptembere között háromszor figyelmeztette a német biztonsági hatóságokat el-Abdálmohszen miatt. Szaúd-arábiai tisztviselők szerint veszélyes volt, és potenciális veszélyt jelenthet a szaúdi diplomatákra. Németország elutasította a figyelmeztetést, és úgy tekintette, hogy az egy másként gondolkodó ellen irányult, aki azt mondta, hogy elhagyta az iszlámot, a hitehagyásként ismert cselekedetet, amely Szaúd-Arábiában súlyos bűnnek számít.
A médiában el-Abdálmohszent az iszlámmal és a muszlimokkal ellentétes volt muszlimként írták le. Ugyanebben az évben a Der Spiegel arról számolt be, hogy a wearesaudis.net és a Twitter internetes fórumát arra használta, hogy más szaúdiakat Németországba szökjön. El-Abdálmohszen X beszámolója az iszlámellenes témákra és az iszlám kritikájára összpontosított, és gratulált a vallást elhagyó muszlimoknak. Emellett egykori muszlimnak nevezte magát, és bírálta a német hatóságokat, amiért nem veszik fel a harcot az „Európa iszlámosítása” ellen, és támogatta az AfD-t. Olyan aktivistának írták le, aki segített szaúdi nőknek elmenekülni hazájukból, és úgy tűnt, hogy arra az elméletére összpontosított, hogy „a német hatóságok a szaúdi menedékkérőket vették célba.”
El-Abdálmohszen megjelent a BBC-n, bemutatva weboldalát, amelynek célja a menedékkérő hitehagyottak megsegítése, „különösen Szaúd-Arábiából és az Öböl-térségből.” El-Abdálmohszen cionista tartalmat osztott meg az interneten. A The Jerusalem Postnak adott 2019-es interjújában kijelentette, hogy napi 10-16 órát töltött azzal, hogy a Közel-Keletről érkezett hitehagyottaknak segítsen menedékjogot kérni a nyugati országokban. El-Abdálmohszen nyolc nappal a támadás előtt egy 45 perces videóinterjúban, amely a RAIR Alapítvány iszlámellenes Egyesült Államok-ellenes blogján jelent meg, el-Abdálmohszen kijelentette, hogy a német állam „titkos hadműveletet” folytat a volt szaúdi muszlimok „vadászata és megsemmisítése érdekében” szerte a világon, ugyanakkor a szíriai dzsihádisták menedékjogot kapnak Németországban. Ugyanebben az interjúban azt mondta, hogy nem jobboldali, hanem baloldali, ugyanakkor kifejtette, hogy baloldaliként arra a következtetésre jutott, hogy a baloldal a „bolygó legrosszabb bűnözője.” A Twitteren el-Abdálmohszen egy amerikai zászlóval ellátott géppuskát tett közzé profilképként és olyan összeesküvés-elméleteket, mint például „Németország iszlamizálni akarja Európát.” El-Abdálmohszen is hasonló jobboldali ideológiai tartalmakat osztott meg, köztük Alice Weidel (AfD), Alex Jones és Elon Musk német politikustól származó tartalmakat.
2024 májusában el-Abdálmohszen ezt írta: „Komolyan számítok arra, hogy ebben az évben meghalok. Az ok: minden áron biztosítom az igazságszolgáltatást. A német hatóságok pedig akadályoznak minden békés utat az igazságszolgáltatáshoz.” Néhány perccel a támadás előtt újabb videókat tett közzé. Az egyikben el-Abdálmohszen azt mondta: „Maga a rendőrség a bűnöző. Ebben az esetben a német nemzetet tartom felelősnek, a német állampolgárokat tartom felelősnek azért, ami vár rám.” A támadás előtti másik videóban el-Abdálmohszen azt mondta: „A másik ok, amiért német állampolgárokat tartok felelősnek a Németországban tapasztalt üldözésért, az egy USB-meghajtó története, amelyet a postaládámból loptak el.”
Több németországi közszolgálati műsorszolgáltató és magánmédia információi szerint erőszakkal való fenyegetés miatt többször is feljelentették el-Abdálmohszent a rendőrségen. Az ARD közszolgálati műsorszolgáltató szerint el-Abdálmohszent 2013-ban a rostocki kerületi bíróság 90 napidíjra, egyenként tíz euróra ítélte bűncselekményekkel való fenyegetés miatt. A Szövetségi Hírszerző Szolgálat (BND) kapott egy jelentést Szaúd-Arábiából, miszerint el-Abdálmohszen már 2023-ban bejelentett valami „nagyot” Németországban. Állítólag a felelős állami hatóságok nyomon követték ezt a tippet. Tim Rohn, a Welt német újságírója azt is megosztotta az X-en, hogy 2023 szeptemberében egy szaúdi nő, aki az interneten keresztül kapcsolatba került el-Abdálmohszennel, megpróbálta figyelmeztetni a berlini rendőrséget, hogy el-Abdálmohszen 20 németet akar megölni. Tévesen elküldte e-mailjét az amerikai rendőrségnek Berlinben, New Jerseyben, és nem volt világos, mi történt a tippel.
Nancy Faeser belügyminiszter kijelentette, hogy a hatóságok meg tudják erősíteni, hogy a feltételezett elkövető „nyilvánvalóan iszlamofób.”

## Utóhatások

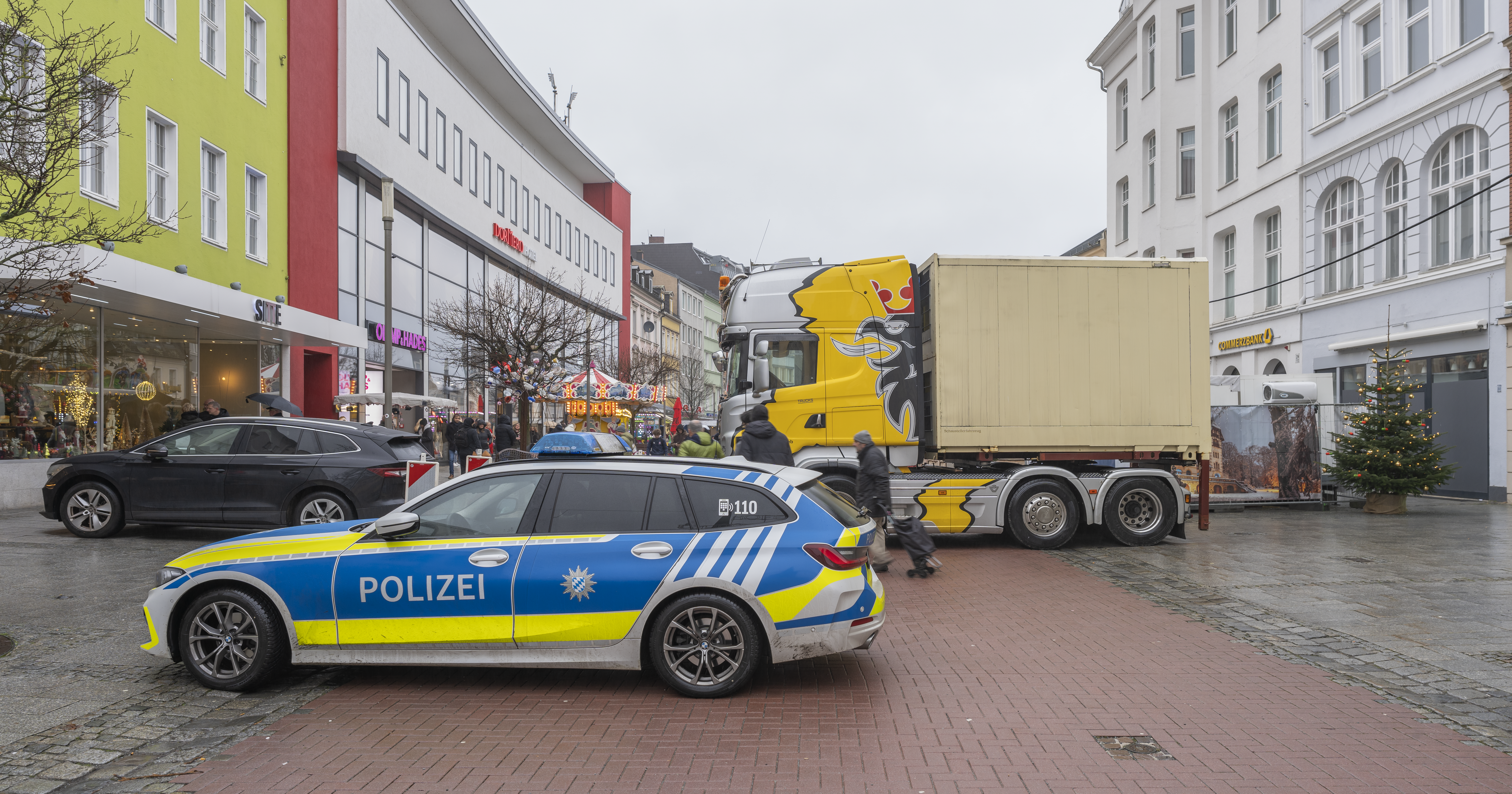
Németországban több karácsonyi vásár utólag fokozta a biztonságot, például Bajorországban

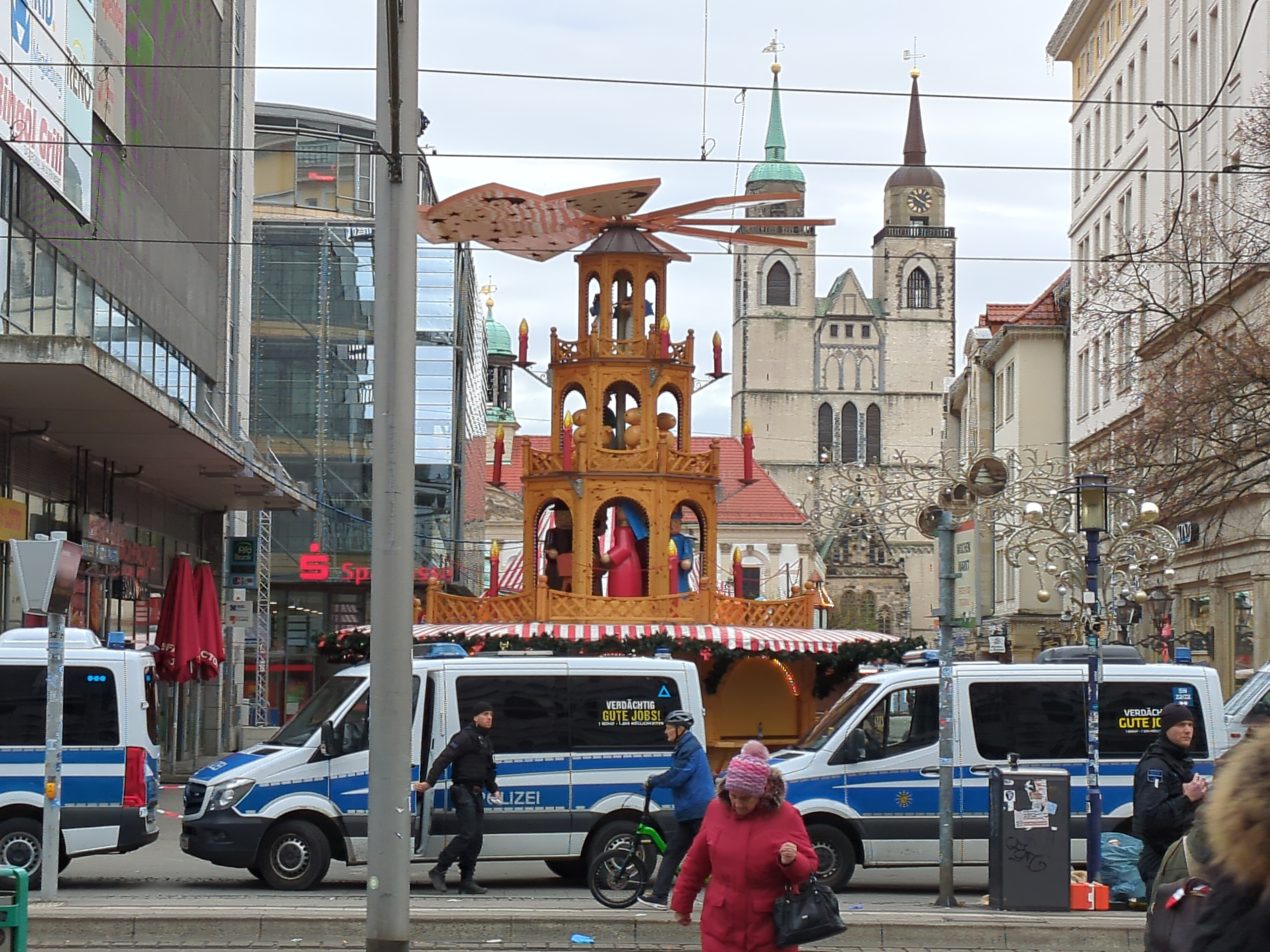
Villamosmegálló egy nappal a támadás után

A közeli (St.-Johannis-Kirche (Magdeburg)) több százan készítettek ideiglenes emlékművet virágokkal, gyújtott gyertyákkal és játékokkal.</link>. A magdeburgi rendőrség felszólította a lakosságot, hogy maradjanak otthon. Az erfurti karácsonyi vásárt felszámolták míg a hallei további biztonság mellett nyitva maradt. Az amerikai New York-i rendőrség szintén megerősítette a karácsonyi vásárok biztonságát a támadásra válaszul.
A magdeburgi dómban az elhunytak megemlékezésére kerül sor. Nancy Faeser belügyminiszter elrendelte, hogy országszerte a zászlókat félig leengedjék minden szövetségi épületben. A Deutsche Fußball Liga (DFL) felszólította a német labdarúgó két legjobb osztályának minden oldalát, hogy viseljenek fekete karszalagot az áldozatok emlékére, és tartsanak néma perceket több Bundesliga- mérkőzésen.
Az olyan kiadványok, mint a Politico és a The Wall Street Journal azt írták, hogy a támadás felpezsdítheti a bevándorlásról szóló vitákat Németországban a 2025-ös szövetségi választások előtt.
Nancy Faeser és a német belföldi és külföldi titkosszolgálatok vezetői válaszolnak majd a parlamenti bizottsági meghallgatásokon a december 30-i támadással kapcsolatos kérdésekre – mondta egy magas rangú képviselő.

### Félretájékoztatás
Tagesschau szerint a támadást követően különböző hazai és külföldi szereplők hamis információkat kezdtek terjeszteni a közösségi médiában. Azt mondták, hogy a hatóságok első hivatalos nyilatkozata előtt Martin Sellner osztrák szélsőjobboldali aktivista azt mondta, hogy a feltételezett elkövető szír. Azt mondták, hogy a másik források szerint az elkövető szíriai menekültként érkezett Németországba a 2015-ös európai migránsválság idején. Azt mondták, hogy Sellner és más aktivisták nagymértékben eltúlozták az áldozatok számát, és azt mondták, hogy 1 helyett 5 tettes volt a támadásban, és 11 embert öltek meg 2 helyett. Azt mondták, hogy források videofelvételeket terjesztettek az Aszad-rezsim megdöntését ünneplő szírekről Németországban, és azt mondták, hogy a szíriaiak a támadást ünneplőket mutatták be. Frank-Walter Steinmeier szövetségi elnököt azzal vádolták, hogy egy idézetet mondott: „nem szabad leleplezni a bűncselekmény elkövetőjét... hanem nyugodtan és türelmesen hallgatni az okokra;” és tagesschau azt mondta, később kiderült, hogy soha nem mondta. Szerintük Izrael-ellenes aktivisták hamis jelentéseket terjesztettek arról, hogy a támadás a Moszad által végrehajtott hamis zászló művelet volt, hogy növelje a nyugati támogatást Izraelnek. Azt is közölték, hogy a török nacionalisták azt állították, hogy kurd milíciák hajtották végre a támadást, megtorlásul Németország állítólagos támogatásáért Törökországnak a szíriai polgárháborúban.
A Deutsche Welle szerint a közösségi médiában különböző fiókok azt írták, hogy a támadás mögött álló gyanúsított „Allahu Akbar”-t kiabált, miközben a rendőrök letartóztatták. A Deutsche Welle azt állítja, hogy a gyanúsított letartóztatásáról készült videofelvétel elemzése egy arabul beszélő újságíróval együtt azt bizonyította, hogy ezek a szavak sehol nem hallhatók a videón. Miután a gyanúsított iszlámellenes tevékenységéről és az AfD támogatásáról beszámoltak, Musk és más X-felhasználók azt mondták, hogy a gyanúsított aktivizmusa átverés volt, hogy elkerülje a kitoloncolást.

### Tiltakozások
A szélsőjobboldal migrációellenes tüntetéseket szervezett a támadás helyszínén. A tiltakozók kivándorlásra buzdító táblákat vittek magukkal, és olyan jelszavakat kiabáltak, mint „Wir sind das Volk” (németül: „Mi vagyunk a nép”). A résztvevő csoportok között volt a Német Nemzeti Demokrata Párt és ifjúsági szervezete, a Fiatal Nacionalisták.

## Vizsgálat
A német BKA belbiztonsági ügynökség vezetője, Holger Münch szerint a hatóságok még nem határozták meg az indítékot. A szövetségi ügyészek felveszik az ügyet, ha a gyilkosságokat terrorcselekménynek minősítik, amelyet politikai vagy vallási meggyőződésen alapuló támadó okozott. Münch kijelentette, hogy a támadás előtt a rendőrség tippet kapott a szaúd-arábiai hatóságoktól egy tweetről, amelyben Táleb megfenyegette Németországot, hogy „árat” fizet a szaúdi menekültekkel való bánásmódért. Magdeburg fővárosában, Szász-Anhaltban a rendőrség megkezdte a nyomozást, és Münch szerint „eljárást indítottak,” de azt is hozzátette, hogy a fenyegetések túlságosan konkrétak. Münch kijelentette, hogy a gyanúsított cselekedetei „teljesen atipikus mintát” követnek.
Szombaton este a támadás gyanúsítottját bíró elé állították, aki zárt ajtók mögött elrendelte a letartóztatását ötrendbeli gyilkosság, többrendbeli emberölési kísérlet és súlyos testi sértés miatt. Lehetséges, hogy vádemelés előtt áll.
Horst Walter Nopens, a helyi ügyészség vezetője szerint a gyanúsított lehetséges motivációit a rendőrség vizsgálja, többek között azt is, hogy befolyásolta-e a szaúdi menekültekkel szembeni Németország általi bánásmóddal kapcsolatos elégedetlenség vagy sem. A nyomozók megállapították, hogy megpróbált kapcsolatokat építeni szélsőjobboldali szervezetekkel Németországban és az Egyesült Királyságban, köztük a német AfD párttal, valamint Tommy Robinsonnal, a szélsőjobboldali Angol Védelmi Liga alapítójával.

## Válaszok

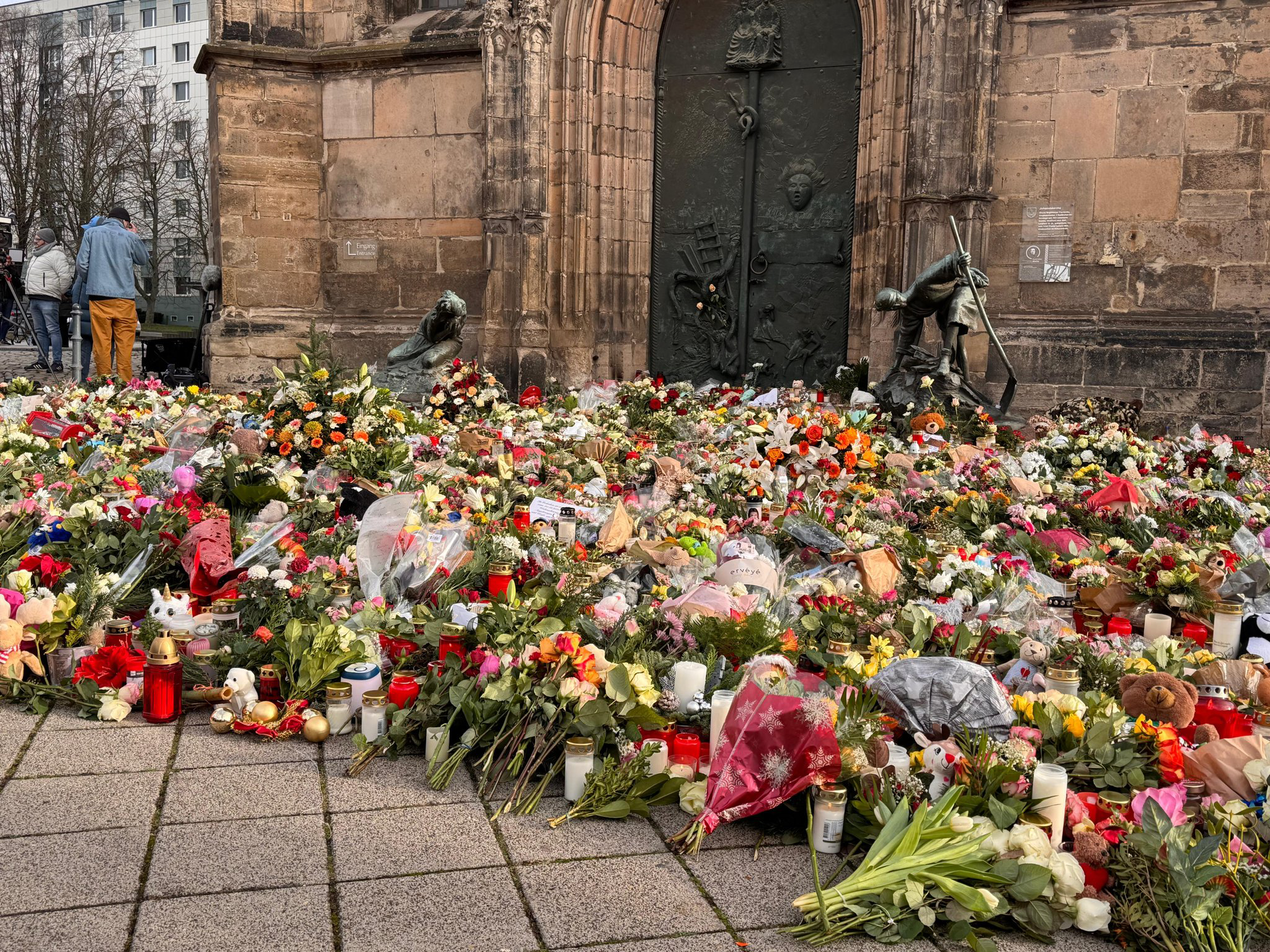
Virágok az áldozatok emlékére a Szent János templomban

### Háztartási
Németországban számos politikai szereplő fejezte ki részvétét a támadás után, köztük Reiner Haseloff szász-anhalti miniszter-elnök, Olaf Scholz kancellár, Frank-Walter Steinmeier elnök, és a párt vezetői Friedrich Merz, a CDU-tól és Alice Weidel, az AfD-től. Haseloff és Scholz is ellátogatott a támadás helyszínére, Nancy Faeser belügyminiszterrel együtt. Ezen kívül Haseloff az elsők között részletezte, hogy a támadó egyedül cselekedett.
A német szélsőjobboldali párt, az AfD a támadás után nagy megmozdulásokra szólított fel Németországot. Az AfD parlamenti vezetője, Bernd Baumann azt követelte Scholz kancellártól, hogy hívjon össze rendkívüli ülést a Bundestagban az általa „sivárnak” minősített biztonsági helyzetről.
Sahra Wagenknecht, a BSW párt vezetője kijelentette, hogy Nancy Faeser belügyminiszternek hivatalosan meg kell magyaráznia, hogy „miért hagytak figyelmen kívül olyan sok tippet és figyelmeztetést korábban.”
A németországi székhelyű Ateista Menekültügyi Segélyszervezet közölte, hogy a feltételezett elkövető nem tagja a szervezetnek, és sok hamis „vádat és követelést” fogalmazott meg velük és korábbi igazgatósági tagjaikkal szemben. El-Abdálmohszentől is „a leghatározottabban” elhatárolódott, és hozzátette, hogy tagjai büntetőfeljelentést tettek ellene 2019-ben „a legdurvább rágalmazás és verbális támadások” miatt.
Peter Neumann német elemző meglepetését fejezte ki az elkövető egyedi profilja miatt, aki „50 éves szaúdi volt muszlim,” aki Kelet-Németországban élt, támogatta az AfD-t, és „meg akarta büntetni Németországot az iszlamistákkal szemben tanúsított toleranciája miatt.”

### Nemzetközi
Szaúd-Arábia külügyminisztériuma elítélte a támadást, és kifejezte szolidaritását a német néppel, valamint az áldozatok támogatását. A kiadatását is kérték.
Részvétét fejezték ki Dánia, Egyesült Királyság, Franciaország, Olaszország, Magyarország, Spanyolország, Törökország, Irán, Lengyelország vezetői., Hollandia és India, valamint a NATO főtitkára, Mark Rutte. Ursula von der Leyen, az Európai Bizottság elnöke is részvétét fejezte ki Németországnak. Orbán Viktor, Magyarország miniszterelnöke megfogadta, hogy felveszi a harcot a nyitott határpolitikával szemben, miután kijelentette, hogy a nyugat-európai bevándorlás és a terrortámadások mögött összefüggés van. Orbán azzal is vádolta az uniós vezetőket, hogy azt akarják, hogy „Magdeburg Magyarországgal is megtörténjen.”
Az Egyesült Államokban a megválasztott alelnök, J. D. Vance és Elon Musk azzal vádolták a médiát, hogy lekicsinyelték a sofőr szerepét az autós támadásban, Vance pedig kiemelte az Associated Press címét: „Egy autó belehajtott egy embercsoportba a karácsonyi vásáron. Németországban.” A támadás napján Musk kijelentette: „Csak az AfD mentheti meg Németországot.” El-Abdálmohszen, az AfD egyik támogatója korábban méltatta, és Musk mesterséges intelligencia avatárjával bírálta a német kormányt.

## Fordítás
Ez a szócikk részben vagy egészben  a(z)   2024 Magdeburg car attack című angol Wikipédia-szócikk ezen változatának fordításán alapul.  Az eredeti cikk szerkesztőit annak laptörténete sorolja fel. Ez a jelzés csupán a megfogalmazás eredetét és a szerzői jogokat jelzi, nem szolgál a cikkben szereplő információk forrásmegjelöléseként.